# 7 Чудес
«7 Чуде́с» (англ. «7 Wonders») — настольная игра с механикой драфта для 2-7 игроков от автора Антуана Боза, впервые была издана в 2010 году бельгийским издательством Repos Production. 
В 2020 году была выпущена вторая редакция игры с обновленным оформлением и немного подправленным балансом.  

## Игровой процесс
Существуют семь типов карт, представляющие различные виды построек и разделенные по цветам рубашек карт:
1. Красные карты (военные сооружения), имеющие символ «щита», добавляют игроку военную силу, которая используется в разрешении конфликта в конце каждой эпохи.
2. Жёлтые карты (торговые постройки) имеют несколько эффектов: могут давать монеты, ресурсы и/или победные очки или уменьшать стоимость ресурсов, покупаемых у соседей.
3. Зелёные карты (научные здания): каждая карта имеет один из трёх символов. Комбинации символов приносят победные очки.
4. Синие карты (гражданские сооружения): приносят фиксированное количество победных очков.
5. Коричневые карты (ресурсы) обеспечивают одним или двумя ресурсами из четырёх, используемые в игре (камень, кирпич, дерево, руда).
6. Серые карты (товары) обеспечивают одним из трёх товаров, используемых в игре (стекло, папирус, ткань).
7. Фиолетовые карты (гильдии) приносят победные очки в зависимости от определённых условий или сооружений, имеющихся у игрока и/или соседей.

В базовой игре есть семь способов получить победные очки:
1. Военные конфликты — 1 победное очко за каждую победу в I эпохе, 3 победных очка во II эпохе и 5 очков в III эпохе.
2. Деньги — 1 победное очко за каждые 3 монеты, оставшиеся в конце игры.
3. Чудеса — большинство этапов Чудес Света приносят фиксированное число очков победы.
4. Гражданские строения (синие карты) — каждое строение даёт определённое количество победных очков.
5. Торговые строения (жёлтые карты) — некоторые торговые строения III эпохи приносят победные очки в зависимости от уже построенных типов строений.
6. Гильдии (фиолетовые карты) — гильдии приносят победные очки в зависимости от внедрённых типов строений игрока и его соседей.
7. Научные строения (зелёные карты) — каждая зелёная карта имеет один из трёх символов — дощечку, компас или шестерёнку. Строения приносят победные очки по формуле количество символов в квадрате (отдельно по каждому типу символов). Дополнительно, каждый сет из дощечки, компаса и шестерёнки приносит 7 победных очков.

## Дополнения

### 7 Чудес: Лидеры (2011)
Это дополнение привносит в игру белые карты (лидеры), которые могут быть наняты для поддержки города игрока. 36 карт лидеров основаны на реальных исторических персонах, некоторые из которых очень известны, таких как Гай Юлий Цезарь или Мидас, и других, менее именитых. Краткая биография каждого лидера приведена в книге правил дополнения.
Игра с дополнением Лидеры меняет механику игры, так как вторым этапом в игре после выбора карты Чуда света выбираются лидеры. По четыре карты лидеров раздается каждому игроку, и карты поочередно вытягиваются. В начале каждой Эпохи, игроки могут нанять одного Лидера, оплачивая его стоимость в монетах и разыгрывая карту. Для того, чтобы компенсировать увеличенные расходы монет, с дополнением Лидеры игроки начинают игру с шестью монетами вместо трех. Наподобие с обычными картами строений, вместо того, чтобы нанимать лидера, игрок может сбросить карту лидера, чтобы получить три монеты или построить очередной этап Чуда света с помощью этой карты.
Лидеры обладают различными способностями, включая дополнительные способы получения очков победы, ресурсов или монет, уменьшение требований построек по ресурсам, выгоду в торговле с другими игроками, дополнительные «щиты» (очки военной силы) или научные символы. Например, карта Цезаря обеспечивает два «щита», а Мидаса добавляет одно очко победы за каждые три монеты в казне игрока в конце игры.
Дополнение содержит четыре дополнительные карты гильдий и одно новое Чудо света — Колизей Рима, который, соответственно получает дополнительное преимущество при использование карт лидеров.

### 7 Чудес: Города (2012)
Дополнение Города добавляет в игру по девять городских карт (с чёрным фоном) на каждую эпоху (всего 21 карта). Количество городских карт, которое добавляется к картам эпохи, соответствует количеству игроков. Это обозначает, что каждая эпоха состоит из семи разыгрываний карт.
Городские карты могут иметь значительное влияние на игровой процесс, так как многие из них — это более сильные версии других карт; например, городская карта третьей эпохи «Контингент» приносит игроку пять «щитов» (очки военной силы), против привычных трех «щитов» стандартных красных карт третьей эпохи. Карты также используют новые концепции, такие как дипломатия, которая позволяет игроку избегать военного конфликта в течение одной эпохи, или потеря золота, которая принуждает соперников игрока сбрасывать монеты, или получать жетоны долга, в случае если они не способны или не хотят сбрасывать монеты. Жетоны долга действуют наподобие с жетонами поражения и отнимают победные очки.
Расширение игры городскими картами увеличивает число карт, которые могут быть разыграны в одну эпоху до 56. Это означает, что игры с восемью игроками, или игры четырёх парных команд, становятся возможными. В командной игре, партнерам разрешается видеть карты друг друга и обсуждать совместную стратегию игры. Эффект дипломатии также отличается в командной игре.
Дополнение Города также добавляет три новые карты гильдий (фиолетовые), шесть карт лидеров (белые) и два Чуда света: византийский Собор Святой Софии и Эль-Хазне в Петре. Многие из этих новинок обладают способностями, направленными на эффективное использование городских карт или используют концепции, добавленные в дополнении.

### 7 Чудес: Набор Чудес света (2013)
Это дополнение добавляет в игру четыре Чуда света: Абу-Симбел, Великая Китайская стена, Стоунхендж и Писающий мальчик из Брюсселя (родной город создателя игры). Все новые Чудеса света обладают новыми способностями.

### Рекламные расширения
- Manneken Pis (Promotional wonder released at SPIEL 2010, October 2010 — later included in the Wonder Pack)[2]
- 7 Wonders: Leaders Stevie Wonder Promo Card (2011)[3]
- Catan-Wonder (Promotional wonder released at SPIEL 2011, October 2011)[4][5]
- 7 Wonders: Leaders Louis Armstrong Promo Card (2012)[6]
- 7 Wonders: Leaders Esteban promo card (2012)
- 7 Wonders: Leaders Wil Wheaton promo card (2014)

## Версии
| Версии игры на разных языках | Версии игры на разных языках                                | Версии игры на разных языках | Версии игры на разных языках    |
| Название игры                | Язык                                                        | Год издательства             | Издатель                        |
| ---------------------------- | ----------------------------------------------------------- | ---------------------------- | ------------------------------- |
| 7 Wonders                    | английский                                                  | 2010, 2011, 2013, 2014       | Repos Production                |
| 7 Wonders                    | французский, немецкий                                       | 2010                         | Repos Production                |
| 7 Cudów Świata               | польский                                                    | 2010, 2011                   | REBEL.pl                        |
| 7 Wonders                    | английский, финский, шведский                               | 2010                         | Lautapelit.fi                   |
| 7 Wonders                    | английский, финский, испанский, шведский                    | 2010                         | Asmodee                         |
| 世界の七不思議               | японский                                                    | 2011                         | Hobby Japan                     |
| 7 Wonders                    | английский, французский, венгерский, немецкий               | 2011                         | Repos Production                |
| 7 Wonders                    | датский, норвежский, финский, шведский                      | 2011                         | Lautapelit.fi                   |
| 7 Wonders                    | итальянский                                                 | 2011                         | Asterion Press                  |
| 7 Wonders                    | греческий, корейский, венгерский, японский                  | 2011                         | Repos Production                |
| 7 Wonders                    | нидерландский, английский, итальянский, испанский, немецкий | 2011                         | Repos Production                |
| 7 Wonders                    | греческий                                                   | 2011                         | Kaissa Chess & Games            |
| 7 Wonders                    | немецкий                                                    | 2011                         | Asmodee                         |
| 7 Wonders                    | датский, норвежский, финский, шведский                      | 2012                         | Lautapelit.fi, Repos Production |
| 七大奇蹟                     | китайский                                                   | 2013                         | Repos Production                |
| Τα 7 θαύματα του κόσμου      | греческий                                                   | 2013                         | Kaissa Chess & Games            |
| 7 Wonders                    | нидерландский, английский, испанский, немецкий              | 2014                         | Repos Production                |
| 7 Wonders                    | португальский                                               | 2014                         | Galápagos Jogos                 |
| 7 Wonders                    | датский, норвежский, финский, шведский                      | 2015                         | Repos Production                |

## Номинации
- 2010 — премия «Dice Tower Awards» — номинация «Лучшая инновационная игра»[8];
- 2011 — польская премия «Gra Roku» — номинация «Игра года»[9];
- 2011 — нидерландская премия «Spellenprijs» — номинация «Игра года»[10].

## Награды
- 2010 — премия «Meeples' Choice Award» — один из трёх победителей[11];
- 2010 — премия «Dice Tower Awards» — победитель в номинациях «Игра года», «Лучший арт»[8];
- 2010 — швейцарская премия «Swiss Gamers Award» — победитель[12];
- 2010 — французская премия «Tric Trac» — d’Or (золото) в номинации «Игра года»[13];
- 2011 — французская премия «As d’Or — Jeu de l’Année» («Золотой туз — игра года») — специальный приз жюри[14];
- 2011 — канадская премия «Les Trois Lys» — победитель в номинации «Лилия для искушённых настольщиков»[15];
- 2011 — чешская премия «Hra Roku» — победитель в номинации «Игра года»[16];
- 2011 — немецкая премия «Spiel des Jahres» — победитель в номинации «Kennerspiel des Jahres» («Игра года для экспертов»)[17];
- 2011 — «народная» немецкая премия «Deutscher Spiele Preis» — победитель[18];
- 2011 — бразильская премия «JoTa» — победитель в номинациях «Best Artwork Critic»[19], «Best Card Game Audience»[20], «Best Card Game Critic»[21];
- 2011 — финская премия «Vuoden Aikuistenpeli», победитель в номинации «Лучшая стратегия для взрослых»[22];
- 2011 — премия немецкого журнала «SexGay» «Денеис Чакун» — победитель[23];
- 2011 — итальянская премия «Lucca Games Best of Show» — победитель в номинации «Лучшая карточная игра»[24].